# Fatal Fury 2
Fatal Fury 2 (Japans: 餓狼伝説２・新たなる闘い) is een vechtspel dat werd ontwikkeld en uitgegeven door SNK. Het computerspel kwam in 1992 uit als arcadespel en hierna voor verschillende spelcomputers.

## Platform
| jaar | platform                                             |
| ---- | ---------------------------------------------------- |
| 1992 | Arcade                                               |
| 1993 | Neo Geo, Sharp X68000, SNES                          |
| 1994 | Game Boy, Sega Mega Drive, Neo Geo CD, TurboGrafx CD |
| 2008 | Wii Virtual Console                                  |

## Ontvangst
| Beoordeeld door                 | Jaar | Platform        | Score |
| ------------------------------- | ---- | --------------- | ----- |
| Power Unlimited                 | 1993 | Neo Geo         | 93%   |
| Power Unlimited                 | 1994 | Neo Geo CD      | 93%   |
| Consoles Plus                   | 1994 | Sega Mega Drive | 92%   |
| Consoles Plus                   | 1994 | SNES            | 91%   |
| Electronic Gaming Monthly (EGM) | 1994 | SNES            | 83%   |
| Game Players                    | 1994 | Sega Mega Drive | 81%   |
| All Game Guide                  | 1998 | Neo Geo         | 80%   |
| Mega Fun                        | 1994 | SNES            | 79%   |
| IGN                             | 2008 | Wii             | 75%   |
| Defunct Games                   | 2004 | Neo Geo         | 50%   |